# Emma de Caunes

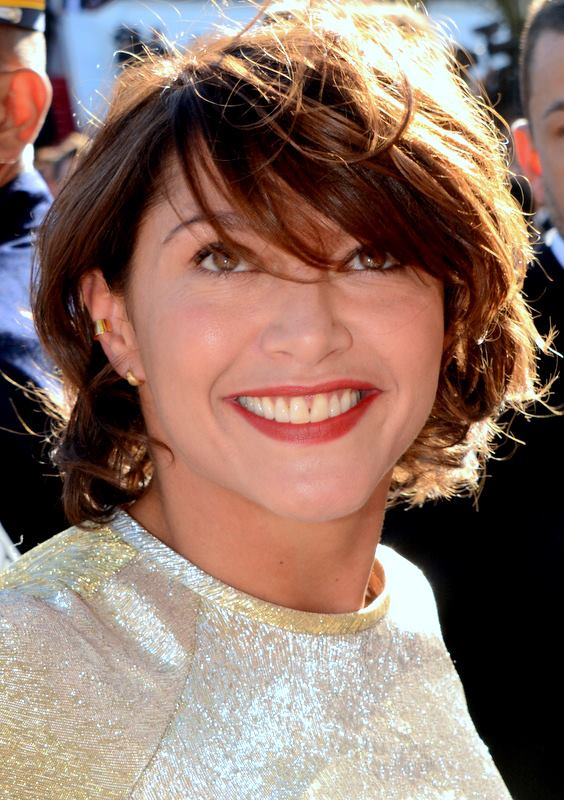
Emma de Caunes (2015)

Emma de Caunes (* 9. September 1976 in Paris) ist eine französische Schauspielerin.

## Leben
De Caunes wurde als Tochter von Gaëlle Royer (Dokumentarfilmregisseurin und Grafikerin) und Antoine de Caunes (Regisseur und Drehbuchautor) geboren. Ihre Großeltern väterlicherseits waren die TV-Moderatorin Jacqueline Joubert und der bekannte Journalist Georges de Caunes.
Ihre erste Filmrolle bekam sie mit zehn Jahren, die sie ihrer Patin Michèle Reiser zu verdanken hatte. Nach zahlreichen Dreharbeiten für Werbespots drehte sie den Film Un frère, der ihr zur nationalen Bekanntheit und somit zum Durchbruch ihrer Schauspielkarriere verhalf.
2002 erhielt de Caunes den Romy-Schneider-Preis für ihre Leistungen. Seitdem tritt sie im Theater auf, dreht Werbe- sowie Kurzfilme.
De Caunes war von 2001 bis 2005 mit dem Sänger Sinclair (Mathieu Blanc-Francard) verheiratet, mit dem sie eine gemeinsame, im Oktober 2002 geborene Tochter hat. Im September 2011 heiratete sie den britischen Comiczeichner und Illustrator Jamie Hewlett.
De Caunes ist vielen Musikfans auch als „Freundin“ des Sängers Thom Yorke von der Band Radiohead im Video zu der Single Knives Out (2001) bekannt.

## Filmografie (Auswahl)
- 1988: Margot et le voleur d’enfants (Kurzfilm)
- 1996: Vladimir en trop (Kurzfilm)
- 1996: Velvet 99 (Kurzfilm)
- 1996: L’Échappée belle
- 1997: Au bord de l’autoroute (Kurzfilm)
- 1997: Ein Bruder... (Un frère)
- 1998: Beaucoup trop loin (Kurzfilm)
- 1998: 3 petits points la lune (Kurzfilm)
- 1998: La Voie est libre
- 1998: Restons groupés
- 1999: Mille Bornes
- 2000: Mondialito
- 2000: Der kleine Voyeur (Faites comme si je n’étais pas là)
- 2000: Sans plomb
- 2000: Princesses
- 2002: Les amants du Nil
- 2002: Asterix & Obelix: Mission Kleopatra (Astérix & Obélix: Mission Cléopâtre)
- 2004: Meine Mutter (Ma mère)
- 2005: Short Order – Das Leben ist ein Buffet (Short Order)
- 2006: Science of Sleep – Anleitung zum Träumen (La Science des rêves)
- 2006: Souris City (Stimme)
- 2007: Mr. Bean macht Ferien (Mr. Bean’s Holiday)
- 2007: L’Âge des ténèbres
- 2007: Schmetterling und Taucherglocke (Le Scaphandre et le papillon)
- 2008: Le bruit des gens autour
- 2008: Rien dans les poches (TV-Film)
- 2009: Sweet Dream (Fernsehserie)
- 2011: Faux coupable (TV-Film)
- 2013: La Dune
- 2013–2017: Lanester (Fernsehserie, 3 Folgen)
- 2015 Die Schlösser aus Sand (Les châteaux de sable)
- 2015: Super Triste (Kurzfilm)
- 2017–2018: Ransom (Fernsehserie, 7 Folgen)
- 2020: Wie wir uns fanden (Claire Andrieux, TV-Film)
- 2022: The World of Yesterday (Le monde d’hier)
- seit 2024: Le mariage (Fernsehserie)

## Theater
- 2001: La Nuit du thermomètre; Premiere am 7. Dezember 2001, Nizza, Centre dramatique national de Nice-Côte d’Azur